# Flakturm

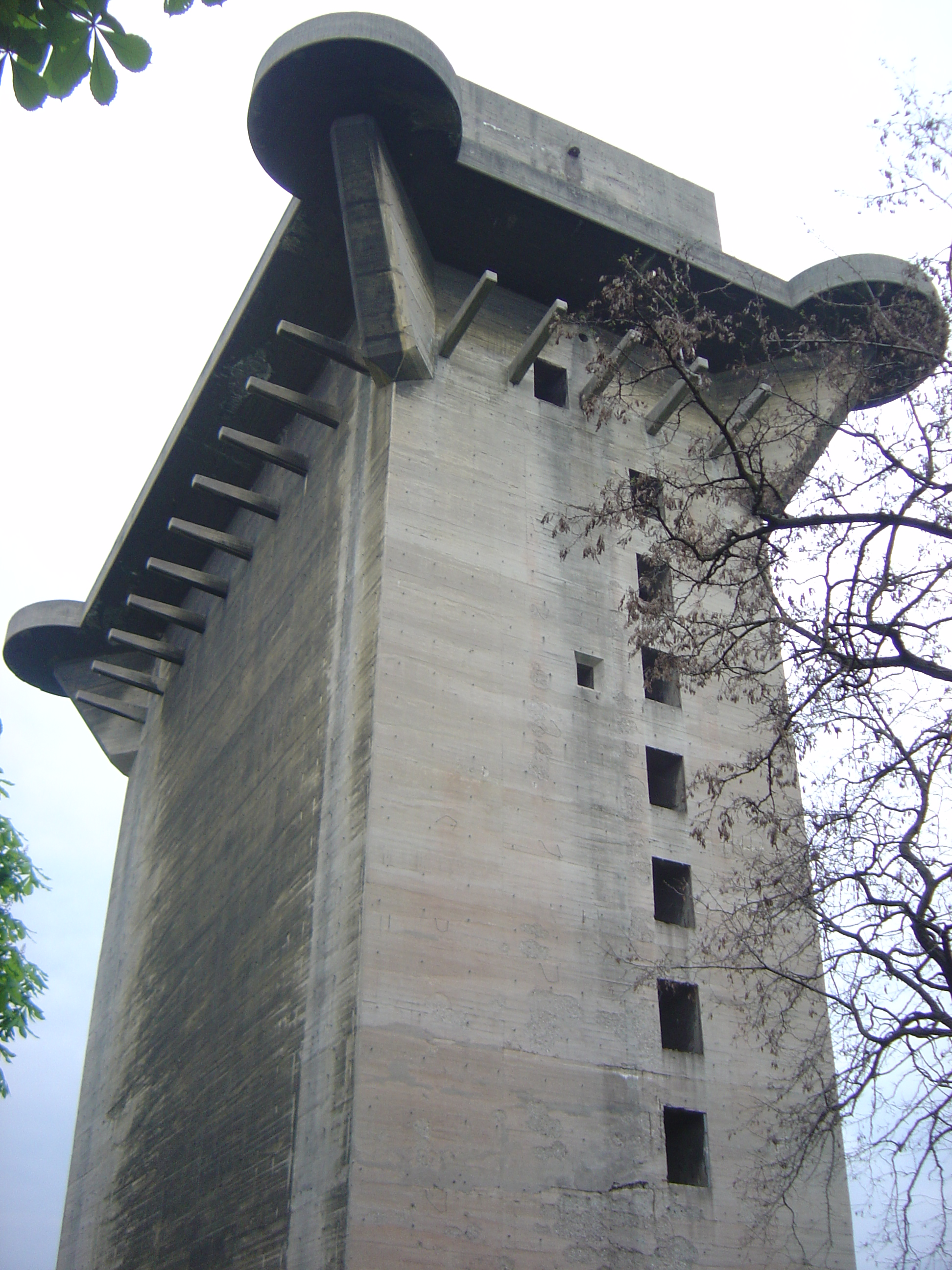
Una delle tre L-Turm costruite dai tedeschi a difesa di Vienna

Le Flakturm ("torre contraerea"; plurale: Flaktürme) erano otto giganteschi complessi di torri d'avvistamento e difesa antiaerea costruite nelle città di Berlino (3), Amburgo (2) e Vienna (3) a partire dal 1940. Erano utilizzate dai reparti FlaK (contraerei) per difendere le città dalle incursioni aeree e come rifugi antiaerei durante la seconda guerra mondiale. Ogni complesso era formato da due singole torri, diverse per dimensioni e armamento.

## Origini
All'inizio della seconda guerra mondiale la difesa contraerea tedesca era basata su concentrazioni di armi contraerei: per assicurare la difesa di ogni città era ritenuto sufficiente disporre di 2 FlaK Abteilung (battaglioni da 3 batterie da 88 mm e 2 batterie leggere ciascuno). Tuttavia, appena i raid alleati cominciarono ad agire in profondità, apparve chiara l'insufficienza di questa soluzione e vennero costituite le Großbatterien (batterie rinforzate) per la difesa degli obiettivi più rilevanti, su 18 pezzi da 8,8 cm o 12 di calibro superiore, coperte da un certo numero di pezzi di calibro minore.
Dopo il bombardamento di Berlino del 25 agosto 1940, che ebbe effetti trascurabili sulla città, ma importanti conseguenze sulla guerra, Hitler impose la costruzione di una difesa contraerea fissa attorno alla città. L'incarico di studiare le fortificazioni più adatte allo scopo fu affidato all'architetto Friedrich Tamms, collaboratore del ministro Albert Speer.
Nel 1941 fu deciso di costruire fortificazioni simili per Amburgo, e nel 1942 per Brema (progetto che non ebbe seguito) e Vienna.

## Le Flaktürme
Le Flaktürme erano costruiti a coppie: Geschützturm (G-Turm, torre armata) e Leitturm (L-Turm, torre per la direzione del tiro). Mentre le L-Turm non furono standardizzate dato che in pratica furono solo parallelepipedi di cemento sul cui tetto erano posti i radar di direzione del tiro, le G-Turm furono realizzate in tre tipologie (Bauart) differenti.
Bauart 1

Pianta del tetto di una G-Turm Bauart 1

Queste torri erano formate da una torre centrale quadrata con quattro torri sempre quadrate che sorgevano agli angoli; su queste ultime erano installati i cannoni contraerei principali. I lati della torre centrale erano di 75 m e l'altezza di 39; poteva ospitare 10000 civili. Ne furono costruite tre a Berlino e una ad Amburgo.
Bauart 2

Pianta del tetto di una G-Turm Bauart 2

Queste erano semplicemente quadrati con le piazzole per i cannoni raggruppate al centro del tetto. I lati erano di 57 m e l'altezza di 42 m; potevano ospitare 18000 civili. Ne furono costruite due, una ad Amburgo ed una a Vienna.
Bauart 3

Pianta del tetto di una G-Turm Bauart 3

Erano torri poligonali a 16 lati, di diametro 43 m ed altezza di 50 m (o più) e potevano ospitare 18000 civili. Ne furono costruite due, entrambe a Vienna.

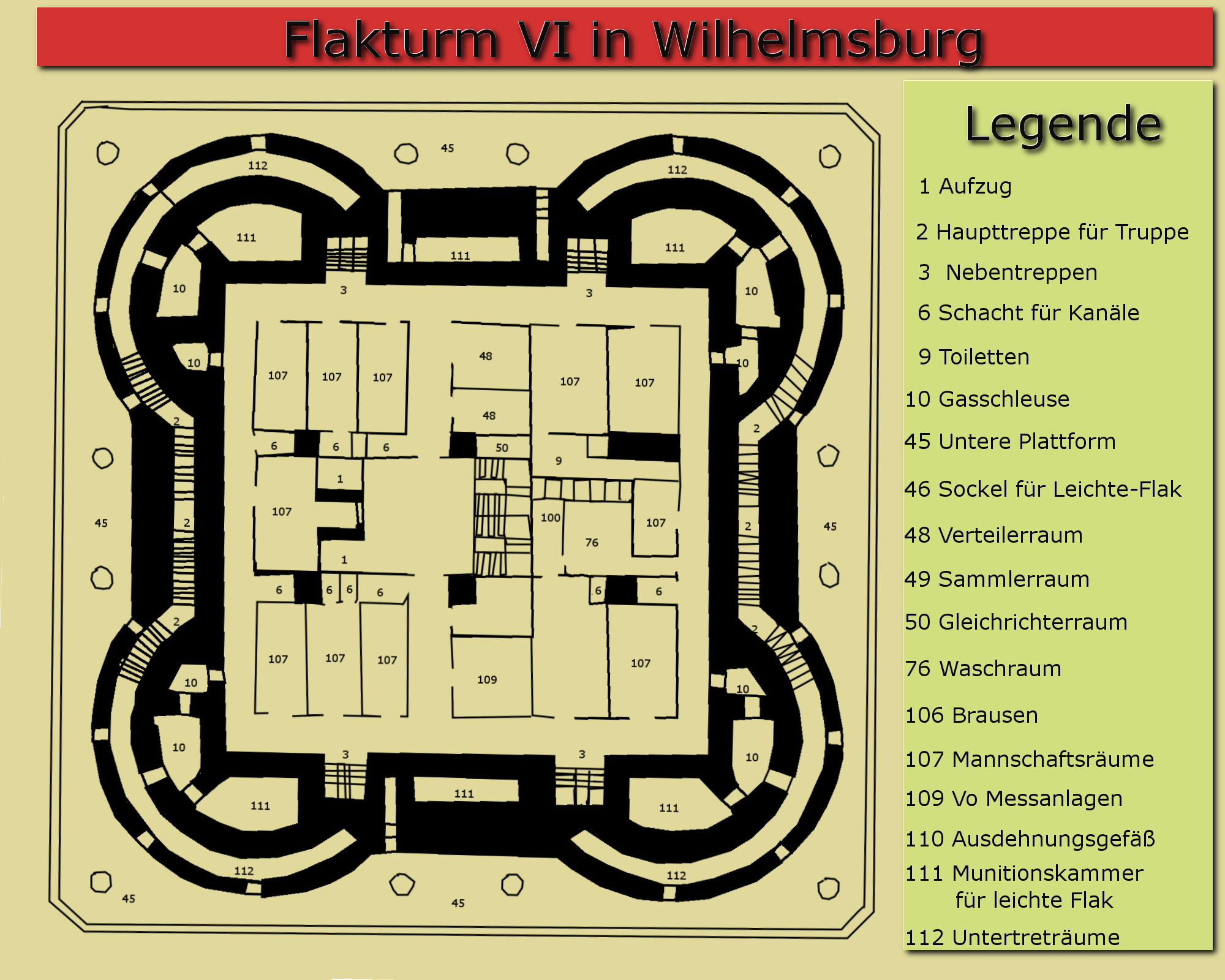
Pianta della G-Turm di Amburgo-Wilhelmsburg

Le L-Turm erano lunghe 30–40 m, larghe circa 20 m ed alte 40–50 m. L'armamento delle L-Turm era limitato ad artiglierie di piccolo calibro installate in Schwalbennesten (ballatoi) posti una decina di metri sotto al tetto (per non interferire con i radar). Analoghi ballatoi con armi di piccolo calibro si trovavano anche sui G-Turm.
Ogni torre era autonoma per quanto riguardava sia la produzione di energia sia l'approvvigionamento idrico, inoltre era protetta contro attacchi da gas ed era fornita di attrezzature sanitarie.

## Le armi
Le prime armi installate sulle torri furono i cannoni 10,5 cm FlaK 39 ed il 12,8 cm FlaK 40. L'ottimo 8,8 cm FlaK 37 o 41 non venne mai installato sulle torri, dato che il peso del proiettile (9,24 kg) assicurava la distruzione dell'aereo solo con un colpo perfettamente a segno, quindi si preferì montare calibri maggiori per avere migliori probabilità di danneggiare il bersaglio anche facendo esplodere il colpo solo nelle vicinanze di esso.
Il cannone 10,5 cm FlaK 39 fu installato in alcune torri di Berlino e Amburgo, ma dimostrò di avere una cadenza di tiro insufficiente per contrastare i bombardieri dell'epoca (4-5 colpi/min) quindi il suo uso non si diffuse ulteriormente.
L'armamento principale delle torri quindi fu il cannone 12,8 cm FlaK 40. Questo cannone, con un proiettile di 26 kg, una velocità alla bocca di 880 m/s ed una cadenza di tiro di 11-12 colpi/min, si dimostrò più che adeguato all'uso da postazioni fisse. A partire dalla seconda metà del 1942 iniziò la distribuzione del complesso Zwillingsflak 44 (Complesso binato contraerei 44), composto da due cannoni da 12,8 cm accoppiati, uno dei quali aveva il dispositivo di caricamento speculare rispetto all'altro. Questi complessi arrivavano ad una cadenza di tiro di 22-24 colpi/min.
Le armi leggere sui ballatoi in massima parte erano Flakvierling 38 con cadenza di tiro di 800 colpi al minuto, quindi con effetti devastanti su qualsiasi velivolo avesse tentato un attacco a bassa quota contro le torri.
I complessi di fuoco, secondo l'uso tedesco, erano indicati con le lettere dell'alfabeto fonetico (Anton, Berta, Caesar, Dora, Emil, Frieda).

## Le centrali di tiro
Nelle L-Turm furono installati i radar più avanzati disponibili per la scoperta e la direzione del tiro contraerei. L'apparato standard fu il FuMG 65 (Würzburg Gigant - Würzburg gigante), che veniva tenuto in un vano sottotetto e sollevato quando necessario per l'uso. Il Würzburg aveva una parabola di 7,4 m di diametro e pesava 8 t; di fronte a questi valori mastodontici offriva un raggio di osservazione di 80 km ed una tolleranza in distanza di 25 m ed inferiore a mezzo grado in brandeggio ed elevazione. A Berlino, su due torri, fu installato anche un radar di riserva del tipo FuMG 41 Mannhein ed un FuMG Ansabch per filtrare i disturbi causati dal chaff (anche noto in altri paesi come windows) utilizzate come contromisura elettronica dagli alleati.
I dati di avvistamento venivano trasmessi da una KG 40 (Kommandogerät 40, centrale di tiro 40), di tipo elettromeccanico su un telemetro ottico di 6 m di base e portata 30 km (10 m e 35 km per le torri di Berlino). La centrale di tiro a sua volta trasmetteva i dati di alzo, brandeggio e spolettatura ai pezzi, che potevano sparare solo col consenso congiunto del capopezzo e dell'addetto alla spolettatura.

## L'efficacia bellica delleFlaktürme
Le Flaktürme richiesero uno sforzo notevole per la loro costruzione, nell'ambito dell'economia bellica tedesca, quindi una valutazione della loro efficacia nell'ambito della difesa delle aree in cui sorgevano è opportuna, nell'ambito della disponibilità di dati affidabili. Per le torri di Vienna si ha una notevole congruenza fra gli abbattimenti dichiarati dalla FlaK e le perdite registrate dall'USAAF. Le missioni dell'USAAF su Vienna iniziarono il 13 agosto 1943 e proseguirono con altre due missioni (fine ottobre e inizio novembre), per terminare con l'inverno. Nella primavera l'USAAF effettuò 52 bombardamenti dal 12 aprile 1944 al 3 aprile 1945. Dall'agosto 1943 all'aprile 1945 furono abbattuti dalla FlaK 135 aerei, quindi circa l'1% degli incursori.
L'interpretazione di questi dati è nettamente contrastante fra statunitensi e tedeschi. Per i piloti statunitensi Vienna era uno degli obiettivi più sanguinosi, tanto che le missioni su Vienna erano conteggiate doppie per quanto riguardava il raggiungimento delle 35 missioni che permettevano il rientro nelle basi in territorio statunitense. Invece le opinioni tedesche sono totalmente divergenti, tanto da affermare che «la rilevante quantità di mezzi e personale impiegati dalla FlaK si dimostrò quasi inefficace». Le valutazioni dell'efficacia, basandosi solo sui dati di fatto, indicano che le perdite subite dall'USAAF, sia pure superiori a quelle subite su altri obiettivi, possono essere considerate elevate solo se si ipotizza una finalità di "costi zero" in termini di personale e mezzi, cioè di riportare alla base tutti gli aerei che avevano partecipato all'incursione. D'altro canto l'efficacia della FlaK risultò inadeguata solo di fronte alla possibilità di interdire completamente il cielo della città al nemico, missione che può essere svolta unicamente integrando la difesa da terra con una difesa aerea attiva, che mancò totalmente sul cielo di Vienna a partire dal giugno 1944, in concomitanza con lo sbarco in Normandia.

## Storia delleFlaktürme

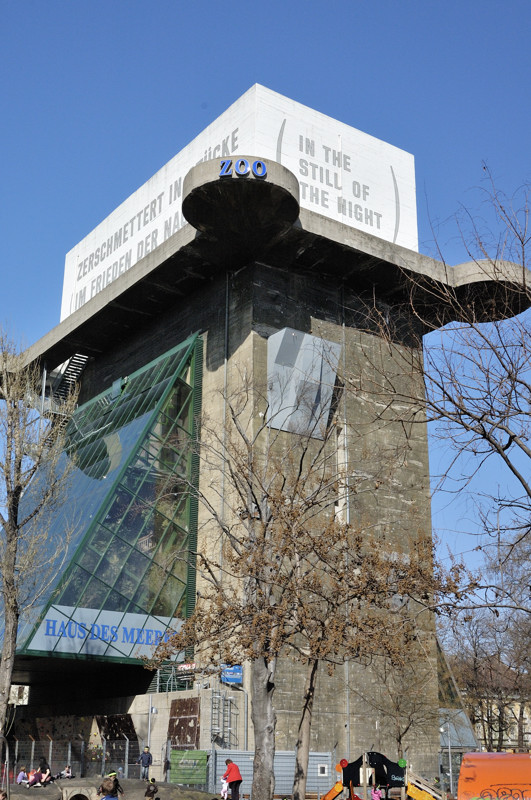
La Haus des Meeres presso la Esterházypark L-Turm

Nel corso della guerra quasi tutte le torri furono colpite nel corso dei bombardamenti, tuttavia subirono solamente danni lievi, a causa dello spessore delle pareti (2-3,5 m) e dei tetti (3,5–5 m) di cemento armato, per cui avrebbero potuto essere danneggiate solo da un centro ottenuto dalle bombe più potenti dell'aviazione britannica, le Tallboy o le Grand Slam. Oltre a offrire rifugio alla popolazione, la torre del Zoologischer Garten Berlin ospitò l'Altare di Pergamo, per proteggerlo dai bombardamenti.
Le artiglierie principali delle Flaktürme, considerando la massima depressione dei pezzi e la geometria delle protezioni sui tetti delle torri, non potevano impegnare bersagli al livello del suolo, quindi si deve attribuire solo alla propaganda la descrizione dei combattimenti sostenuti contro i carri armati sovietici (anche se la Flaktürme dello zoo di Berlino venne usata durante la difesa di Berlino e i suoi cannoni utilizzati persino nella difesa del Reichstag contro le truppe e i carri armati sovietici).
Dopo la fine della guerra, a Berlino, la torre del Berliner Zoo venne smantellata nel 1948 dalle truppe di occupazione britanniche, con grosse spese e molte decine di tonnellate di esplosivo, mentre quelle dello Humboldthain e del Friedrichshain vennero smantellate solo parzialmente e sono tuttora visibili all'interno degli omonimi parchi pubblici, anche se parzialmente coperte da colline formate dall'accumulo delle macerie dei bombardamenti, in seguito rimboschite. La torre dello Humboldthain è visitabile anche al suo interno in uno dei suoi 7 livelli.
Le considerazioni relative ai costi ed alle difficoltà dell'operazione sconsigliarono l'abbattimento delle torri di Vienna, progetto proposto subito dopo la fine della guerra. La torre dell′Augarten fu adibita a deposito munizioni: nel 1946 l'esplosione del deposito mostrò la solidità della struttura, che, pur danneggiata, ancora resiste. La torre del′Arenbergpark è usata come magazzino dal Museo di Arte Contemporanea (MUMOK) di Vienna. La G-Turm della Stiftkaserne ha conservato lo stato di struttura militare, in quanto ospita la banca dati dell'Österreichisches Bundesheer (l'esercito austriaco) ed è attrezzata per ospitare il governo austriaco nel caso di un attacco nucleare.
L'unica torre attualmente utilizzata e aperta al pubblico è la L-Turm della stessa zona che ospita lo zoo e acquario Haus des Meeres.

## Dati dei vari modelli
Segue uno specchietto su vari modelli, detti in tedesco Bauarten:
| Modello                               | Bauart 1 | Bauart 2 | Bauart 3 |
| ------------------------------------- | -------- | -------- | -------- |
| lunghezza [m]                         | 75       | 57       | 43       |
| larghezza [m]                         | 75       | 57       | 43       |
| altezza1 [m]                          | 39       | 42       | 55       |
| spessore delle pareti [m]             | 3,5      | 2        | 2,5      |
| spessore del soffitto [m]             | 5        | 3,5      | 3,5      |
| Vergleich der drei Gefechtsturm-Typen |          |          |          |